# 博克策特爾湖

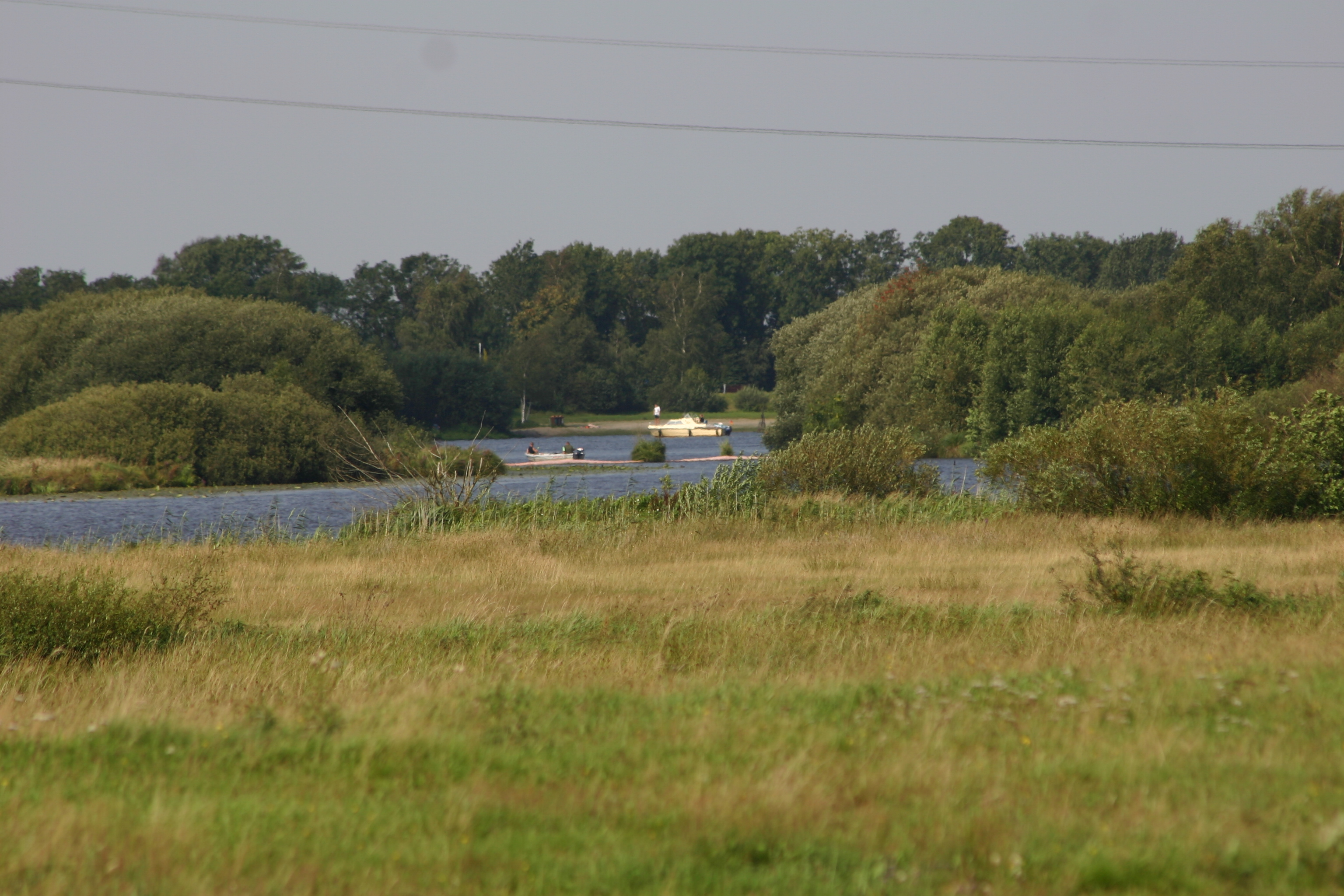

53°21′10″N 7°30′45″E / 53.352681°N 7.5125843°E
博克策特爾湖（德語：Boekzeteler Meer），是德國的湖泊，位於該國西北部，由下薩克森州負責管轄，處於格羅瑟芬，該湖泊長0.8公里、寬0.2公里，面積0.13平方公里。